# Energia exosomàtica
L'energia exosomàtica és un tipus d'energia del qual es beneficia especialment l'ésser humà i que té la característica que s'utilitza fora del propi cos. Per exemple, en cuinar aliments, utilitza una font energètica (llenya, carbó, gas natural, electricitat) no directament com a aliment, d'on obtindrà pròpiament l'energia (calories) i nutrients per viure, sinó únicament per a coure i modificar aquest aliment. L'energia dels aliments consumits, en canvi, és energia endosomàtica.
L'ús d'energia exosomàtica forma part de la cultura humana des del primer ús del foc (per a cuinar, obtenir llum, escalfar-se, protegir-se) al Paleolític. La tecnologia, la societat, el consum i la manera de viure ha canviat molt; especialment a la cultura occidental; des d'aleshores. A la societat contemporània occidental l'ús d'energia exosomàtica ha assolit dimensions espectaculars, augmentant unes 110 vegades més respecte al paleolític.
L'energia exosomàtica inclou l'electricitat i totes les fonts per a obtenir-la (centrals hidràuliques, tèrmiques, nuclears, petroli, energia solar, etc.), a més de l'energia tèrmica (energia solar, llars de foc, etc.), les diferents energies de transformació (d'electricitat a llum, fred o calor, per exemple), etc. Comporta la construcció de cases i parcs, ciutats, centrals nuclears, carreteres, l'ús de vehicles, rentadores, ipads, etc. En contrapartida tant els recursos utilitzats (cost mediambiental i econòmic) com els residus generats són elevats i hi ha risc de contaminació.